# Оксафр (брат Дария III)
Оксафр, также Оксиафр, Оксиатр, Оксиарт, Оксатр (др.-греч. Οξυάθρης), — младший брат персидского царя Дария III.
В битве при Иссе 333 года до н. э. Оксафр проявил большое мужество, когда македоняне угрожали жизни Дария III. Впоследствии попал в плен к Александру Македонскому. Македонский царь отнёсся к нему с уважением и принял в свою свиту, назначив одним из телохранителей. Согласно античным источникам, Оксафр был мужественным и храбрым воином, чья слава была следствием внутренних качеств, а не происхождения.

## Биография
Оксафр родился между 380 и 375 годами до н. э. в семье Арсама, персидского аристократа из царского рода Ахеменидов, и его жены Сисигамбис (Арсаму она приходилась родной сестрой). Старший брат Оксафра, который при рождении получил имя Арташаата, в 336 году до н. э. стал царём империи Ахеменидов под именем Дарий III. О жизни Оксафра до вторжения Александра Македонского в 334 году до н. э. почти ничего неизвестно — лишь у Афинея есть одно упоминание о том, что наложница Оксафра Тимоса славилась своей красотой (девушку подарил правитель Египта жене Дария III Статире, а она, в свою очередь, передала её Оксафру).
В 333 году до н. э. во время битвы при Иссе, когда македоняне угрожали жизни самого персидского царя, Оксафр проявил большее мужество в ходе ожесточённого боя. Он взял из своего отряда лучших всадников, пробился к брату, на колесницу которого была направлена главная атака македонян под командованием Александра, и вступил в бой: «сражаясь умело и храбро, он убил многих». Возможно, Оксафр руководил личной гвардией Дария III из наиболее знатных воинов и во время битвы возглавил неудачную контратаку.
Оксафр сопровождал брата во время бегства после поражения в сражении при Гавгамелах в 331 году до н. э.
После гибели Дария III от рук заговорщиков в 330 году до н. э. Оксафр попал в плен. Вскоре он поступил на службу к Александру Македонскому, который отнёсся к нему с большим почтением и принял в свою свиту, зачислил в состав гетайров и даже назначил одним из личных телохранителей. После поимки убийцы Дария III Бесса, по свидетельству Курция Руфа, Диодора Сицилийского и Юстина, он был передан Оксафру. Оксафр отомстил убийце брата, казнив его с особой жестокостью: Бессу отрубили нос и уши, распяли на кресте, пронзили стрелами, после чего отгоняли от разлагающегося трупа птиц (последнее было следствием зороастрийских верований, согласно которым тело мёртвого должно быть отдано на съедение птицам; приказ отгонять стервятников от трупа Бесса был персидским аналогом греческого отказа в погребении). Жестокая казнь Бесса свидетельствует о том, что Александр пошёл навстречу Оксафру, который согласно местным традициям должен был отомстить убийце брата.
Предположительно, на момент смерти Александра Македонского в 323 году до н. э. Оксафр был жив. О его дальнейшей судьбе исторические источники не сообщают. По замечанию В. Хеккеля, Оксафра могли убить в ходе передела власти в Македонской империи.

## Семья
Дочерью Оксафра была Амастрида, которую при жизни отца во время массового бракосочетания в Сузах в 324 году до н. э. выдали замуж за македонского военачальника Кратера; впоследствии, уже после смерти Оксафра, Амастрида была замужем за царём Гераклеи Понтийской Дионисием и диадохом Лисимахом. Также, возможно, у Оксафра была ещё одна дочь, попавшая вместе с другими знатными персиянками в плен к македонянам в Дамаске.

## Оценки. В культуре
Диодор Сицилийский отмечал мужество и храбрость Оксафра, которые тот проявил во время битвы при Иссе. Квинт Курций Руф охарактеризовал Оксафра физически сильным, храбрым и преданным Дарию III человеком, чья слава была следствием не столько происхождения, сколько личностных качеств.
Возможно, Оксафр изображён на знаменитой мозаике из Помпей «Битва при Иссе». Оксафр рядом с павшим конём отводит направленное в Дария III копьё, в то время как возница царской колесницы разворачивает коней, чтобы пуститься в бегство.
Оксафр — действующее лицо в повестях Любови Воронковой «В глуби веков» и Василия Яна «Огни на курганах», романах Мэри Рено «Персидский мальчик», Стивена Прессфилда «Александр Великий. Дорога славы» и др.

### Исследования
- Дройзен И. Г. История эллинизма. История Александра Великого. — М.: Академический Проект, 2011. — 623 с. — (Технологии истории). — ISBN 978-5-8291-1304-9.
- Нефёдкин А. К. Еще раз перечитывая источники: битва при Иссе (ноябрь 333 г. до н. э.) // Parabellum Novum: военно-исторический журнал. — 2015. — Вып. 36, № 3. — С. 5—17. — ISSN 2308-9423.
- Schmitt R[англ.]. Oxyathres (англ.). iranicaonline.org. Encyclopedia Iranica (20 июля 2002). Дата обращения: 13 мая 2024. [Архивная копия на Wayback Machine Архивировано] 17 ноября 2020 года.
- Heckel W. Who's Who in the Age of Alexander and his Successors. From Chaironea to Ipsos (338—301 BC) (англ.). — Barnsley: Greenhill Books, 2021. — 554 p. — ISBN 978-1-78438-648-1.
- Lendering Jona[англ.]. Oxyathres (англ.). livius.org (27 апреля 2019). Дата обращения: 15 мая 2024.